# جيروم إيفانز
جيروم إيفانز (بالإنجليزية: Jerome Evans)‏ هو مغني أمريكي، ولد في 11 مارس 1938، وتوفي في 30 نوفمبر 2003 بسبب نوبة قلبية.